# 茨維特科韋 (戈洛瓦尼夫西克區)
48°21′15″N 30°41′26″E / 48.35417°N 30.69056°E
茨維特科韋（烏克蘭語：Цвіткове）是烏克蘭中部的村莊，隸屬基洛夫格勒州的霍洛瓦尼夫斯克區。該村面積0.89平方公里，海拔高度173米，2001年人口126，人口密度每平方公里142.4人。